# Monodictys paradoxa
Monodictys paradoxa är en lavart som först beskrevs av August Karl Joseph Corda, och fick sitt nu gällande namn av S. Hughes 1958. Monodictys paradoxa ingår i släktet Monodictys, klassen Dothideomycetes, divisionen sporsäcksvampar och riket svampar.   Inga underarter finns listade i Catalogue of Life.